# Samen op de daken
Samen op de daken is een lied uit 2006 door Coole Piet Diego en Testpiet, personages uit de Fox Kids-, Jetix- en RTL 4-televisieserie De Club van Sinterklaas, vertolkt door Harold Verwoert en Beryl van Praag.

## Opzet
Het lied gaat over hoe geweldig het beoefenen van het Pietenvak kan zijn. Het eerste couplet gaat over de samenwerking tussen de Pieten, terwijl het tweede couplet uitlegt hoe kort de sinterklaastijd wel niet kan zijn. Het refrein gaat over de mooie en leuke gevolgen van het uitoefenen van het vak, zoals het blije kind, terwijl de brug de anoniemheid van het vullen van de kinderschoen uitlegt. Het lied wordt gekenmerkt door veelvuldige rijm, waarbij zowel het refrein als de coupletten alleen maar bestaan uit driemaal achtereenvolgens rijmwoorden. Het liedje kent een grimmig sfeertje en is gearrangeerd in dance-stijl.

## Uitgave en uitvoering
Hoewel het lied geen bijbehorende videoclip heeft, is het meerdere malen op cd uitgebracht: in 2006 op De Hits van 2006, in 2008 op De Hits van 2008, in 2009 op Het Beste van 2009 en in 2007 op single tijdens de spaaractie MeeZingCeeDee's van supermarktketen Super de Boer. Het lied wordt (bijna) jaarlijks opgevoerd bij het theatrale popconcert Het Club van Sinterklaas Feest en in 2010 werd er een heavy-metal-remix geproduceerd voor het album Diego's Coolste Hits 2 en heruitgebracht in 2011 op het compilatiealbum De Grootste Hits van Coole Piet Diego: Deel 2.